# Auerberg (Bernbeuren)
Auerberg ist ein Gemeindeteil der Gemeinde Bernbeuren im oberbayerischen Landkreis Weilheim-Schongau. 
Der Weiler Auerberg liegt circa drei Kilometer westlich von Bernbeuren unmittelbar unterhalb des Gipfels des gleichnamigen Auerberges. Er ist mit rd. 1050 m ü. NHN die höchstgelegene Ortschaft im Landkreis Weilheim-Schongau. Bernbeuren liegt vor dem Auerberg. Auf dem Gipfel des Auerberges befindet sich die katholische Filialkirche St. Georg.